# Моссельмаш (платформа)
Моссельма́ш — остановочный пункт на главном ходу Октябрьской железной дороги в Москве. Находится в границах станции Ховрино, в окружении многочисленных путей станции. У южного конца пешеходного моста начинается неработающий подъездной путь завода «Моссельмаш».
Состоит из двух боковых пассажирских платформ для пригородного движения, соединённых пешеходным мостом (длина моста 258 метров). Сбоку от платформ находятся неработающие сортировочные горки станции Ховрино, при движении в сторону Ленинградского вокзала перед мостом через реку Лихоборку вправо уходит съезд на Малое кольцо Московской железной дороги (станцию Лихоборы). Рядом находится логистический центр «Ховрино». У выхода на Зеленоградскую улицу проходит Северо-Восточная хорда. Рядом со станцией находится Московское подразделение Московского учебного центра профессиональных квалификаций — учебное заведение подготовки машинистов РЖД.

## История
Название дано в 1964 году по одноимённому заводу. До 1964 года называлась Пост № 2. Также какое-то время носил название Ховрино-Сортировочная.
24 июня 1998 года из-за аварийного состояния старый пешеходный мост над железнодорожными путями был закрыт и впоследствии демонтирован. Остановка электричек на долгое время была отменена. Новый пешеходный мост был открыт только 11 октября 2003 года. Полная длина восстановленного моста составляет 258 метров.
В 2010-х проложен 4-й путь, построена новая боковая платформа. Средняя островная платформа была закрыта и в 2014 году разобрана.
В апреле 2015 года платформы были оборудованы турникетами.

## Наземный общественный транспорт
На этой станции можно пересесть на следующие маршруты городского пассажирского транспорта:
- Автобусы: 65, 70, 167, 215, 565

## Фотографии

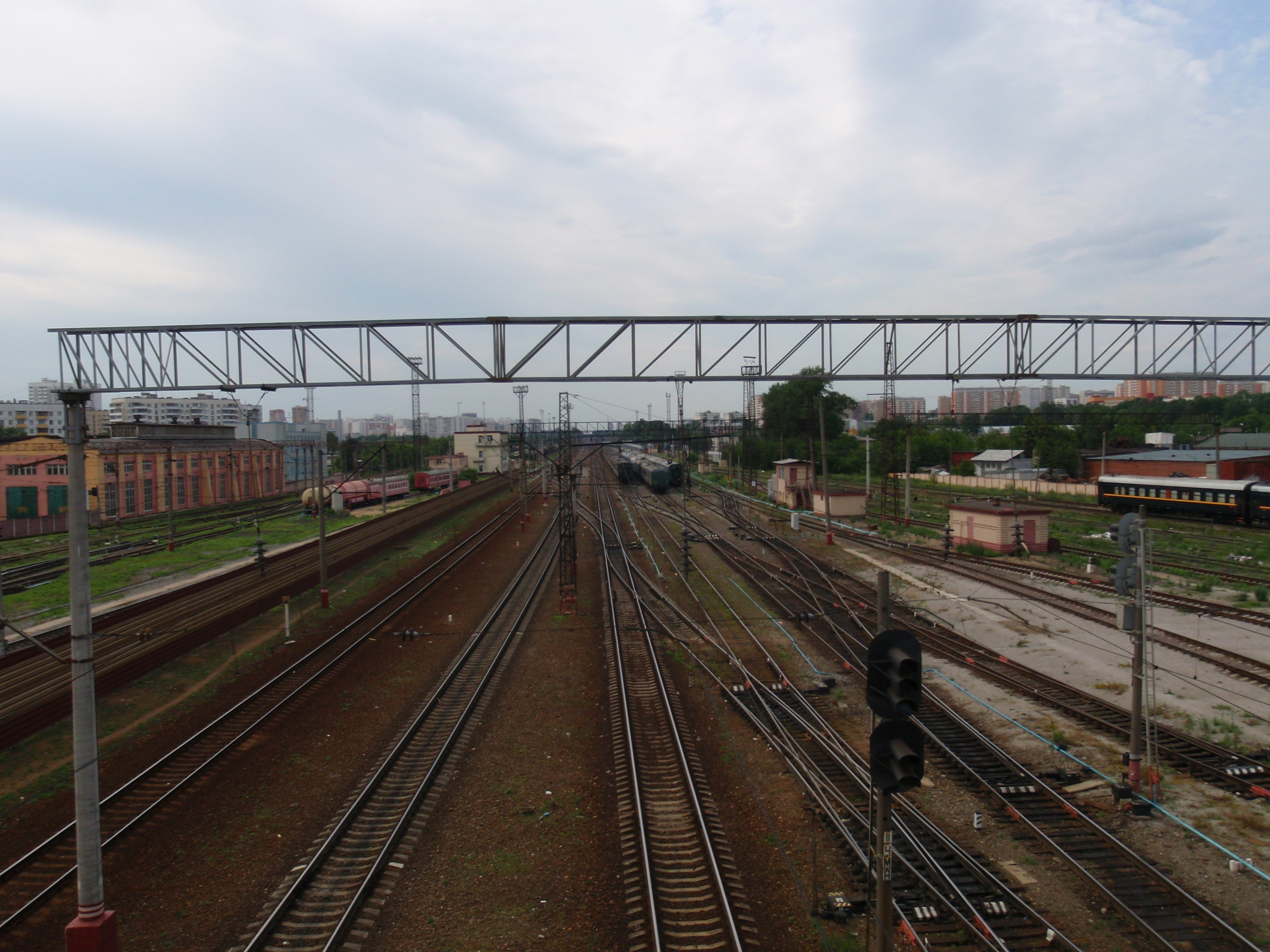
Вид в сторону Грачёвской
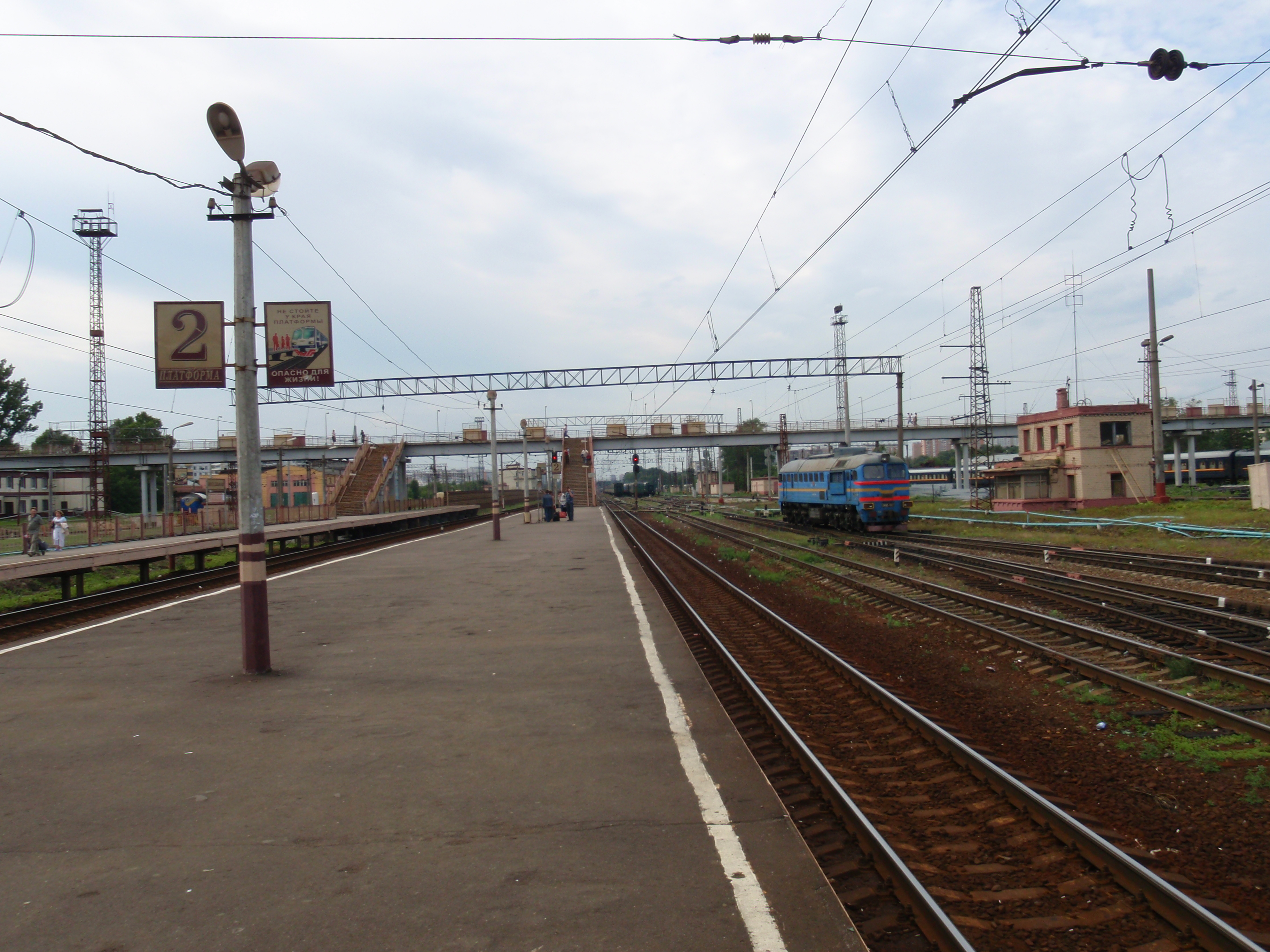
Вид с платформы №2 в сторону Грачёвской (2009)
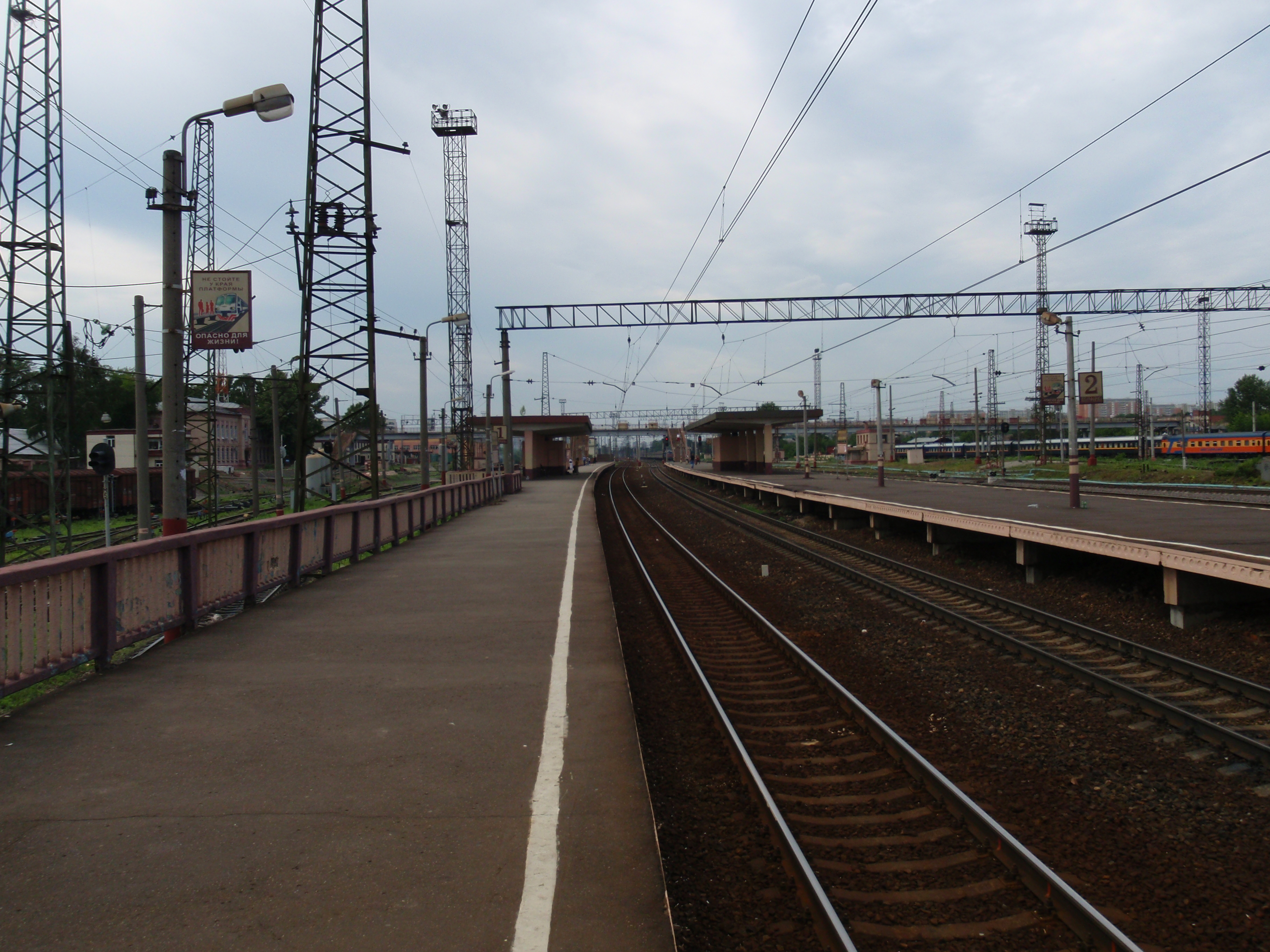
Вид с платформы №1 в сторону Грачёвской (2009)